# Pazyryk

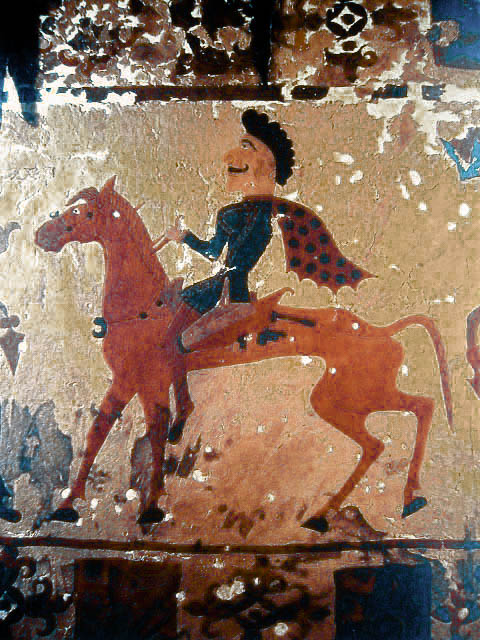
Jeździec, filcowy artefakt z Pazyryku, 300 p.n.e.

Pazyryk – zespół 5 kurhanów sackich z VI–IV wieku p.n.e. w dolinie rzeki Wielki Ułagan w górach Ałtaj w Rosji.
Groby były obrabowane jeszcze w starożytności. Pod kamiennymi nasypami kurhanów, w drewnianych komorach grobowych zachowały się zmumifikowane zwłoki ludzkie ze skórą pokrytą tatuażami. Korzystnym czynnikiem klimatycznym, pozwalającym zachować zwłoki ludzkie było wytworzenie się wiecznej zmarzliny pod nasypami kurhanów. W grobowcach odkryto także szkielety koni (do 14 zwierząt w grobie) z bogatymi uprzężami, zawierającymi wędzidła, uździenice, czapraki, napierśniki i najstarsze znane siodła. Odnaleziono również bogato zdobioną, skórzaną odzież z kolorowymi aplikacjami, wojłokowe i wełniane kobierce, tkaniny, instrumenty muzyczne (harfa, tamburyny), zwierciadła, naczynia, sprzęty domowe, w tym ozdobne stoliki. W jednym z grobowców znajdował się wóz z czwórką zaprzęgniętych koni. Przedmioty codziennego użytku zdobione były w stylu zoomorficznym.
W większości wyroby z Pazyryku zostały wyprodukowane przez miejscowych mistrzów. Należą do nich rzeźby pełne i reliefy w drewnie i metalu oraz sylwetowe i polichromowane rysunki na drewnie, skórze i wojłoku. Tematem przedstawień są sceny mitologiczne, wyobrażenia zwierząt i fantastycznych potworów ukazanych często w momencie walki.
Niektóre znalezione przedmioty pochodzą z importu z Azji Środkowej – z Baktrii i Sogdiany – oraz z Iranu. Są to kobierce, dekoracyjne czapraki i napierśniki. O ich irańskim pochodzeniu świadczą motywy ornamentalne i przedstawienia mitologiczne np. fryzy z lwami, z motywem jeźdźca prowadzącego konia oraz kozłów górskich i jeleni.